# Sara Blakely
Sara Blakely, född 21 februari 1971 i Clearwater i Florida, är en amerikansk företagsledare och grundare av underklädesföretaget Spanx.
År 2000 grundade Sara Blakely sitt företag Spanx som är nischade på att tillverka figurformande underbyxor och strumpbyxor för kvinnor. Upprinnelsen till grundandet av företaget var att Blakely hade köpt ett par vita byxor och behövde underkläder som inte syntes igenom och som var smickrande för figuren. Lösningen blev att klippa av ett par tighta strumpbyxor och idén till Spanx var därmed född. Med 5 000 dollar till sitt förfogande grundade hon företaget som hon år 2012 fortfarande ägde 100% av. Hon har aldrig behövt annonsera eller tagit in externa investerare. Spanx har uppmärksammats av kända personer som Oprah Winfrey vilket bidragit till dess spridning.
2012 blev Blakely vid 41 års ålder världens yngsta självgjorda kvinnliga dollarmiljardär. Samma år hamnade hon på Time 100 som är tidningen Times lista över världens mest inflytelserika personer.
Blakely är bosatt i Atlanta i Georgia och är gift och har tre barn. Innan hon grundade Spanx arbetade hon bland annat som värd på Disney World och som dörrförsäljare av faxar. Hon har en Bachelor of Arts och Science från Florida State University.